# Baierbach
Baierbach är en kommun och ort i Landkreis Landshut i Regierungsbezirk Niederbayern i förbundslandet Bayern i Tyskland.
Kommunen ingår i kommunalförbundet Altfraunhofen tillsammans med kommunen Altfraunhofen.